# Bailey (North Carolina)
Bailey is een plaats (town) in de Amerikaanse staat North Carolina, en valt bestuurlijk gezien onder Nash County.

## Demografie
Bij de volkstelling in 2000 werd het aantal inwoners vastgesteld op 670.
In 2006 is het aantal inwoners door het United States Census Bureau geschat op 678, een stijging van 8 (1,2%).

## Geografie
Volgens het United States Census Bureau beslaat de plaats een oppervlakte van
1,8 km², geheel bestaande uit land. Bailey ligt op ongeveer 83 m boven zeeniveau.

## Plaatsen in de nabije omgeving
De onderstaande figuur toont nabijgelegen plaatsen in een straal van 20 km rond Bailey.